# Élections législatives macanaises de 2017

Des élections législatives se déroulent le 17 septembre 2017 à Macao. Les partis pro-Pékin remportent neuf sièges sur les quatorze soumis au scrutin direct.

## Système politique et électoral
Macao est une région administrative spéciale de la république populaire de Chine.
Le parlement est monocaméral. Son unique chambre, l'Assemblée législative de Macao, est composée de 33 membres élus pour 4 ans de différentes manières. 
- 7 sont nommés par le chef de l'exécutif de Macao.
- 12 sont élus au scrutin indirect par des représentants des différents secteurs de la société.
- 14 sont élus au mode de scrutin proportionnel plurinominal de liste dans une unique circonscription.

## Résultats
| Partis                   | Partis                                             | Voix    | %     | Sièges | +/-           |
| ------------------------ | -------------------------------------------------- | ------- | ----- | ------ | ------------- |
|                          | Union Macao-Guangdong                              | 17 214  | 9,97  | 2      | en stagnation |
|                          | Union pour le développement                        | 16 696  | 9,67  | 2      | 1             |
|                          | Association des citoyens unis de Macao             | 14 879  | 8,62  | 1      | 2             |
|                          | Nouvel espoir                                      | 14 386  | 8,33  | 1      | 1             |
|                          | Union promotrice pour le progrès                   | 12 340  | 7,15  | 1      | 1             |
|                          | Association nouveau Macao démocratique             | 11 381  | 6,59  | 1      | en stagnation |
|                          | Nouvelle union pour le développement de Macao      | 10 452  | 6,05  | 1      | en stagnation |
|                          | Association du développement des citoyens de Macao | 10 103  | 5,85  | 1      | 1             |
|                          | Association prospère Macao démocratique            | 10 080  | 5,84  | 1      | en stagnation |
|                          | Veille civique                                     | 9 590   | 5,56  | 1      | 1             |
|                          | Alliance pour un foyer heureux                     | 9 496   | 5,50  | 1      | 1             |
|                          | Association du nouveau progrès de Macao            | 9 213   | 5,34  | 1      | 1             |
|                          | Autres partis (12)                                 | 26 794  | 15,52 | 0      | 1             |
|                          |                                                    |         |       |        |               |
| Votes valides            | Votes valides                                      | 172 628 | 98,72 |        |               |
| Votes blancs             | Votes blancs                                       | 944     | 0,54  |        |               |
| Votes nuls               | Votes nuls                                         | 1 300   | 0,74  |        |               |
| Total                    | Total                                              | 174 872 | 100   | 14     | en stagnation |
| Abstentions              | Abstentions                                        | 130 743 | 42,78 |        |               |
| Inscrits / participation | Inscrits / participation                           | 305 615 | 57,22 |        |               |